# Billy Haydock
William Edward Haydock (sinh ngày 19 tháng 1 năm 1936) là một cựu cầu thủ bóng đá người Anh từng thi đấu ở vị trí tiền vệ chạy cánh tại Football League cho Manchester City, Crewe Alexandra, Grimsby Town, Stockport County và Southport. Ông dẫn dắt Macclesfield Town từ đầu mùa giải 1972–73 đến tháng 1 năm 1974.